# ۴۹۵ (خورشیدی)
۴۹۵ چهارصد و نود و پنجمین سال هجری خورشیدی است.